# Kandla
Kandla este un oraș în India.